# Cabana del Coi
La Cabana del Coi és una cabana del municipi de Biosca (Solsonès) inclosa en l'Inventari del Patrimoni Arquitectònic de Catalunya.

## Descripció
Es conserven poques cabanes de volta d'aquestes característiques i menys tan a prop d'un nucli habitat. Aquesta cabana està camuflada en el paisatge a gràcies a la vegetació i la terra que ha cobert la volta. Les característiques d'aquesta cabana són comunes a la resta de cabanes que podem trobar en aquestes contrades. La seva planta és rectangular i conserva la volta lleugerament apuntada. Les úniques obertures que té és la mateixa porta d'ingrés i una petita escletxa que hi ha en un costat d'aquesta. L'accés es realitza a través d'una porta rectangular amb una llinda trapezoidal. El seu interior està ple de brossa i runa, no obstant encara s'hi pot endevinar en el mur de tramuntana la menjadora d'animals.